# Pierre Tal-Coat
Pierre Tal-Coat, pseudonimo di Pierre Louis Jacob (Clohars-Carnoët, 12 dicembre 1905 – Saint-Pierre-de-Bailleul, 11 giugno 1985), è stato un pittore francese membro fondatore della corrente Tachisme.

## Biografia
Tal-Coat nacque da un pescatore del villaggio di Clohars-Carnoët, nel Finistère nel 1905. Frequentò la scuola elementare dal 1912 al 1914. Nel 1915, durante la prima guerra mondiale, suo padre venne ucciso in combattimento sul fronte dell'Argonne. Dopo aver lavorato come apprendista di un fabbro nel 1918, iniziò a disegnare e scolpire e venne ricompensato con una borsa di studio nazionale. Entrò quindi nella scuola elementare di Quimperlé. Nel 1923, iniziò la sua vita lavorativa come impiegato presso un notaio di Arzano, in Campania. Nel 1924, trovò lavoro come decoratore presso la fabbrica di ceramiche Keraluc a Quimper, ritraendo personaggi e paesaggi della campagna bretone.
Arrivato a Parigi nel 1924, Tal-Coat lavorò come modello per l'Académie de la Grande Chaumière, divenne uno stampatore presso la Manifattura di Sèvres e incontrò il pittore Émile Compard. Nel 1925 e nel 1926 ha svolto il servizio militare a Parigi nei corazzieri. Incontrò inoltre Auguste Fabre ed Henri Bénézit ed espose, durante il 1927, nella loro galleria sotto il nome di Tal-Coat ("faccia di legno" in lingua bretone), che usò per tutta la vita per evitare problemi di omonimia con il poeta Max Jacob. Tornato a Parigi nel 1930, dopo una permanenza a casa in Bretagna dal 1927 al 1929, fece la conoscenza di personalità come Francis Gruber, André Marchand, Gertrude Stein, Francis Picabia, Ernest Hemingway, Giacometti, Balthus, Artaud, Tzara e Paul-Émile Victor. Dal 1932 fu membro delle Forces Nouvelles assieme a Claude Venard, Edouard Pignon, André Marchand, Francis Gruber e altri. Nel 1936, protestò contro la guerra civile spagnola con la sua serie Massacres.
Si arruolò nell'esercito nel 1939 a Saint-Germain-en-Laye e successivamente a Ermenonville e venne smobilitato nel 1940 a Montauban. Trapiantato ad Aix-en-Provence, che divenne il rifugio di molti artisti, tra cui André Marchand, Charles Albert Cingria e Cendrars, partecipò alla mostra Vingt jeunes peintres de tradition française organizzata da Jean Bazaine nel 1941 e successivamente adibita alla Galerie de France nel 1943. Ritornato a Parigi nel 1945, prese parte alla prima esposizione del Salon de Mai. Tornò l'anno seguente ad Aix, soggiornando al Château Noir, dove Cézanne soggiornò quando dipinse a Tholonet e dove conobbe André Masson, il filosofo Henri Maldiney e il poeta André du Bouchet, che divenne suo stretto amico. I suoi dipinti, avevano intanto abbracciato l'astrattismo e ispirati alla pittura del Medio Oriente.
Le creazioni di Tal-Coat, così come quelle degli artisti della nuova scuola di Parigi, vennero regolarmente esposte alla Galerie de France (dal 1943 al 1965), alla Galerie Maeght (dal 1954 al 1974), al Benador (dal 1970 al 1980), alla galleria HM, alla galleria Clivage e al Berthet e la a galleria di Aitaruarès. Nel 1956 sei dei suoi dipinti vennero esibiti alla Biennale di Venezia con quelli di Jacques Villon e Bernard Buffet. Nel 1963 collaborò con Joan Miró e Ubac alla creazione della fondazione Maeght. Disegnò un mosaico da parete per l'ingresso nel 1968 e ha ricevuto il Grand Prix National des Arts. Una grande mostra retrospettiva dedicata al suo lavoro venne tenuta al Grand Palais di Parigi nel 1976.
Nel 1961, Tal-Coat acquistò l'edificio certosino di Dormont, a Saint-Pierre-de-Bailleul vicino a Vernon, in Normandia, dove morì nell'estate del 1985.